# Idialcis
Idialcis is een geslacht van vlinders van de familie spanners (Geometridae), uit de onderfamilie Ennominae.

## Soorten
- I. edna Butler, 1882
- I. jacintha Butler, 1882
- I. metria Prout, 1910
- I. mexicuba Warren, 1906
- I. sericea Bastelberger, 1907